# Listenable Records
Listenable Records est un label indépendant français de heavy metal, principalement à tendance extrême, basé à Boulogne-sur-Mer, dans le Pas-de-Calais.

## Histoire
Listenable Records est fondé à l'origine en 1997, à Wimille en France, et spécialisé dans la publication de groupes de metal extrême. À ses débuts, le label signe avec quelques groupes de death metal et de black metal, notamment en publiant des EP de My Dying Bride ou Immortal. C'est principalement la signature avec les Suédois de Soilwork qui permettra au label de vraiment prendre de l'ampleur avec la parution de Steel Bath Suicide.
Dans les années 2000, Listenable Records sort les albums de Aborted, Immolation, Scarve, Textures, Mors Principium Est ou encore, son plus grand succès, Gojira. Le label permet également la popularisation de certains groupes français comme Anorexia Nervosa, Hacride ou Ultra Vomit.

## Groupes et artistes
Les groupes et artistes signés ou anciennement signés au label incluent :
- Abhorrence
- Aborted
- Abscess
- Adagio
- Amaran
- Ancient
- Angtoria
- Anorexia Nervosa
- Asesino
- Betraying the Martyrs
- Bloodjinn
- Blind Dog
- Centurian
- Crest of Darkness
- Crisix
- Deranged
- Destructor
- Devastator[6]
- Diabolique
- Divine Rapture
- Exhumed
- Gardenian
- General Surgery
- Gojira
- Gorod
- Grief of Emerald
- Hacride
- Hate
- Horned God
- Immolation
- Incantation
- Izegrim
- Jigsore Terror
- Koldborn
- Kruger
- Luciferion
- Lyzanxia
- Mahatma
- Marionette
- Mars Red Sky
- Mors Principium Est
- Mutant
- Nail Within
- Noctiferia
- No Return
- Non Human Level
- Outcast
- Pale Forest
- Reclusion
- Sarah Jezebel Deva
- Scarve
- Soilwork
- Solace
- Speed/Kill/Hate
- Submission]
- Sticky Boys
- Svart Crown
- Sybreed
- Symbyosis
- Textures
- The Amenta
- The Eyes of a Traitor
- The Legion
- The Red Shore
- Theory in Practice
- Thron (re-signé en 2023[7])
- Tyrant
- Triumphator
- Ultra Vomit
- Vile
- Waylander
- Xentrix (2023)[8]